# ティンパニ・ファイブ
ティンパニ・ファイブ (Tympany Five) は、1938年にルイ・ジョーダンが結成し、成功を収めて影響力ももったリズム・アンド・ブルース、ジャズのダンス・バンド。3管から5管のホーン・セクションに、ドラムス、ダブルベース、ギター、ピアノで編成されていた。
ルイ・ジョーダンと彼のティンパニ・ファイブ (Louis Jordan and His Tympany Five) は、「レット・ザ・グッド・タイムズ・ロール (Let The Good Times Roll)」、「キープ・ア・ノッキン (Keep A-Knockin')」、「カレドニア (Caldonia)」など、最も大きな影響力のある楽曲を、初期のR&Bとロックンロールの時代に送り出した。カール・ホーガンによる「エイント・ザット・ジャスト・ライク・ア・ウーマン (Ain't That Just Like A Woman) の冒頭のリフは、後にチャック・ベリーの「ジョニー・B・グッド」の中で、ロック音楽の最も知られたリフのひとつとなった。
ジョーダンは、当初はハーレムにあったジャズ・ジョイント（酒場）「エルクス・ランデヴー (Elks Rendezvous)」からとって、バンドの名を「ジ・エルクス・ランデヴー・バンド (The Elks Rendezvous Band)」と名付けた。最初のセクステットの編成は、ジョーダン（サックス、ボーカル）、コートニー・ウィリアムズ (Courtney Williams)（トランペット）、レム・ジョンソン (Lem Johnson)（テナー・サックス）、クラレンス・ジョンソン (Clarence Johnson)（ピアノ）、チャーリー・ドレイトン (Charlie Drayton)（ベース）、ウォルター・マーティン (Walter Martin)（ドラムス）であった。その後の編成では人数が1-2名増えることもあり、メンバーの中にはビル・ジェニングス (Bill Jennings)やカール・ホーガン（ギター）、高名なピアニストで編曲家であったワイルド・ビル・デイヴィスやビル・ドゲット、"シャドー"・ウィルソン ("Shadow" Wilson) やクリス・コロンバス（ドラムス）、ダラス・バートリー (Dallas Bartley)（ベース）もいた。ジョーダンは、テナー・サックスだけでなく、バリトン・サックスも演奏し、ほとんどの曲でリードボーカルをとった。1941年にシカゴのキャピトル・ラウンジ (Capitol Lounge) で、ミルス・ブラザーズの前座を務めたのを契機として、バンドは名声を獲得した。
1941年、バンドはデッカ傘下のいわゆる「レイス (race)」レーベル（黒人向けレーベル）から、黒人だけでなく白人の聴衆にも訴求すると見なされたアーティストを取り上げていたセピア・シリーズ (Sepia Series,) に移った。ジョーダンは常々、ティンパニ・ファイブの音楽が、黒人のみならず白人の聴衆の間でも人気があったことを誇りとしていた。